# Richard de Gerberoy
Richard de Gerberoy (eerste helft twaalfde eeuw - 1210 of 1211) was een Frans prelaat en schrijver. Hij was tussen 1205 en zijn dood bisschop van Amiens.

## Levensloop

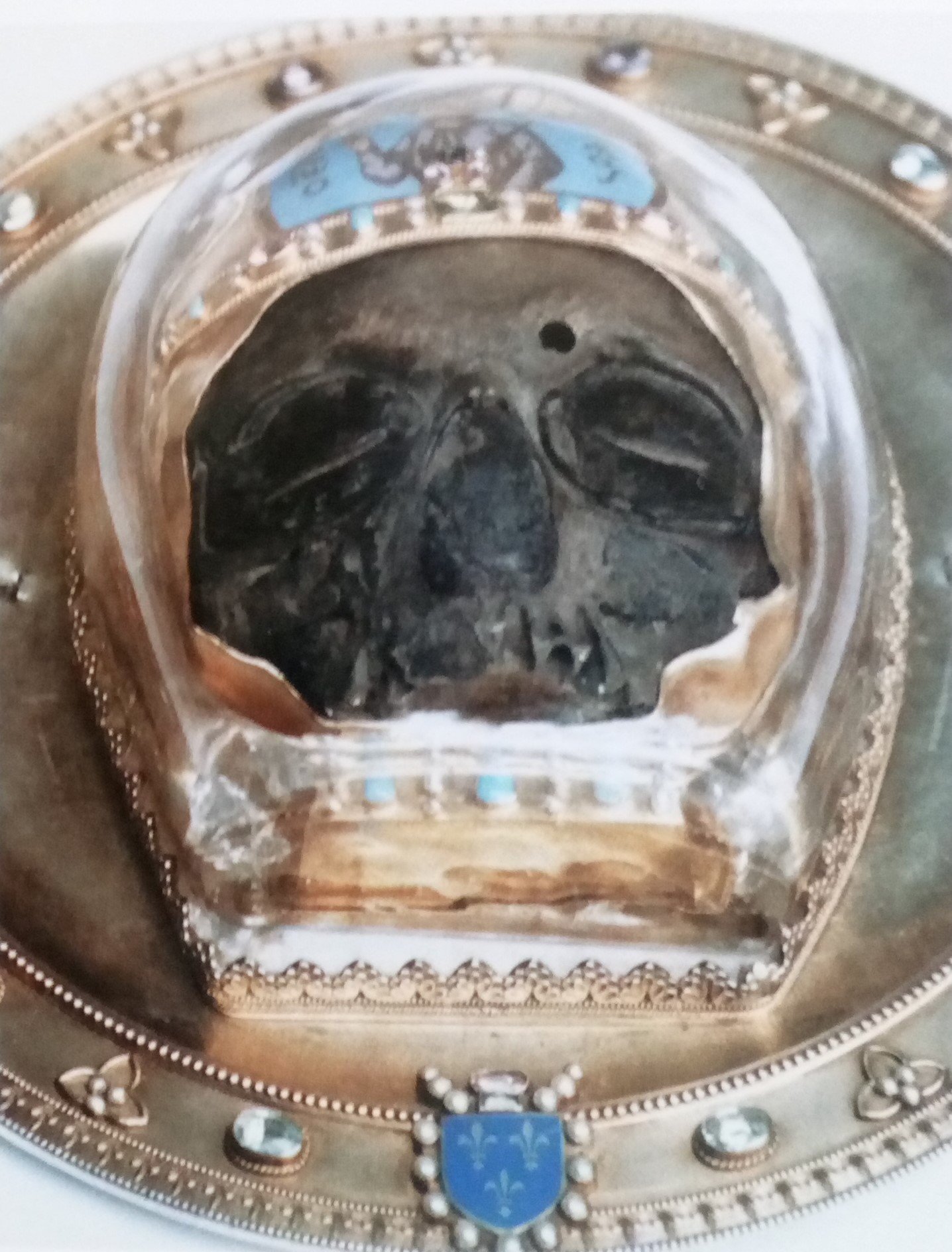
Reliek van het gezicht van Johannes de Doper

Hij was afkomstig uit de streek van Beauvais en was een zoon van ridder Eustache de Gerberoy en zijn vrouw Ermentrude. Hij had minstens twee broers, Gervais en Guillaume, beiden ridders. Tussen 1170 en 1182 was hij diaken in de kathedraal van Amiens, maar mogelijk was hij al vanaf 1145 verbonden aan de kathedraal als onderdiaken. In 1190 stond hij onmiddellijk onder de aartsdiaken en het jaar erop werd hij benoemd tot deken. Bisschop Thibaut d'Heilly had het bisdom gedurende 35 jaar bestuurd en had voor zijn dood ontslag genomen ten gunste van Richard. Hij overleed in 1204, waarschijnlijk in de herfst. Het kapittel van de kathedraal stemde over de opvolging en bevestigde de keuze voor Richard. Een deel van het kapittel tekende echter beroep aan bij de aartsbisschop van Reims. Zij beriepen zich op de hoge leeftijd en de lichamelijke toestand van Richard. Indien hij effectief al vanaf 1145 verbonden was een de kathedraal, was hij rond de tachtig op het moment van zijn verkiezing. De zaak werd doorgestuurd naar Rome en paus Innocentius III benoemde een commissie van drie Franse prelaten onder wie de bisschop van Atrecht, om de klacht ter zake te onderzoeken. Over dit onderzoek is verder niets bekend maar de uitkomst staat vast, want Richard oefende daarna verder het bisschopsambt uit. Het hoogtepunt van zijn episcopaat viel in 1206, met de ontvangst van relieken afkomstig van de plundering van Constantinopel door kruisvaarders in 1204. Hieronder bevond zich een reliek van het gezicht van Johannes de Doper. Richard overleed in 1210 of 1211 en werd opgevolgd door Évrard de Fouilloy. Hij werd begraven in de kerk van de Abdij van Saint-Martin-aux-Jumeux in Amiens.

## Werken
Richard de Gerberoy stond bekend als een geletterd man en een begenadigd prediker. Verschillende latijnse teksten worden aan het toegeschreven. Hij schreef in het Latijn van de middeleeuwen in een heldere en elegante stijl. Met zekerheid schreef hij een historia over de onthoofding van Johannes de Doper en een overgeleverde preek over de heilige Firminus, de eerste bisschop van Amiens. Minder zeker zijn de toeschrijving van een bedankbrief aan koningin Ingeborg en een relaas over overbrenging van het reliek van het gezicht van Johannes de Doper van Constantinopel naar Amiens.